# Psychotria alpestris
Psychotria alpestris är en måreväxtart som beskrevs av Ignatz Urban och Erik Leonard Ekman. Psychotria alpestris ingår i släktet Psychotria och familjen måreväxter. Inga underarter finns listade i Catalogue of Life.